# Kõmsi
Kõmsi is een plaats in de gemeente Lääneranna, provincie Pärnumaa in Estland. De plaats heeft de status van dorp (Estisch: küla).
Tot in oktober 2017 behoorde Kõmsi tot de gemeente Hanila, waarvan het de hoofdplaats was. In die maand ging Hanila op in de fusiegemeente Lääneranna. De gemeente verhuisde daarmee van de provincie Läänemaa naar de provincie Pärnumaa.

## Bevolking
Het dorp had 135 inwoners op 31 december 2011 en 148 inwoners op 31 december 2021.

## Ligging
De plaats Kõmsi is gelegen aan de Põhimaantee 10, de weg naar onder meer Kuressaare op het eiland Saaremaa.